# Jimmy Hill
Pour les articles homonymes, voir Hill.
James William Thomas Hill dit Jimmy Hill, né le 22 juillet 1928 à Londres (Angleterre) et mort le 19 décembre 2015 à Hurstpierpoint, Sussex de l'Ouest (Angleterre), est un footballeur anglais.

## Biographie

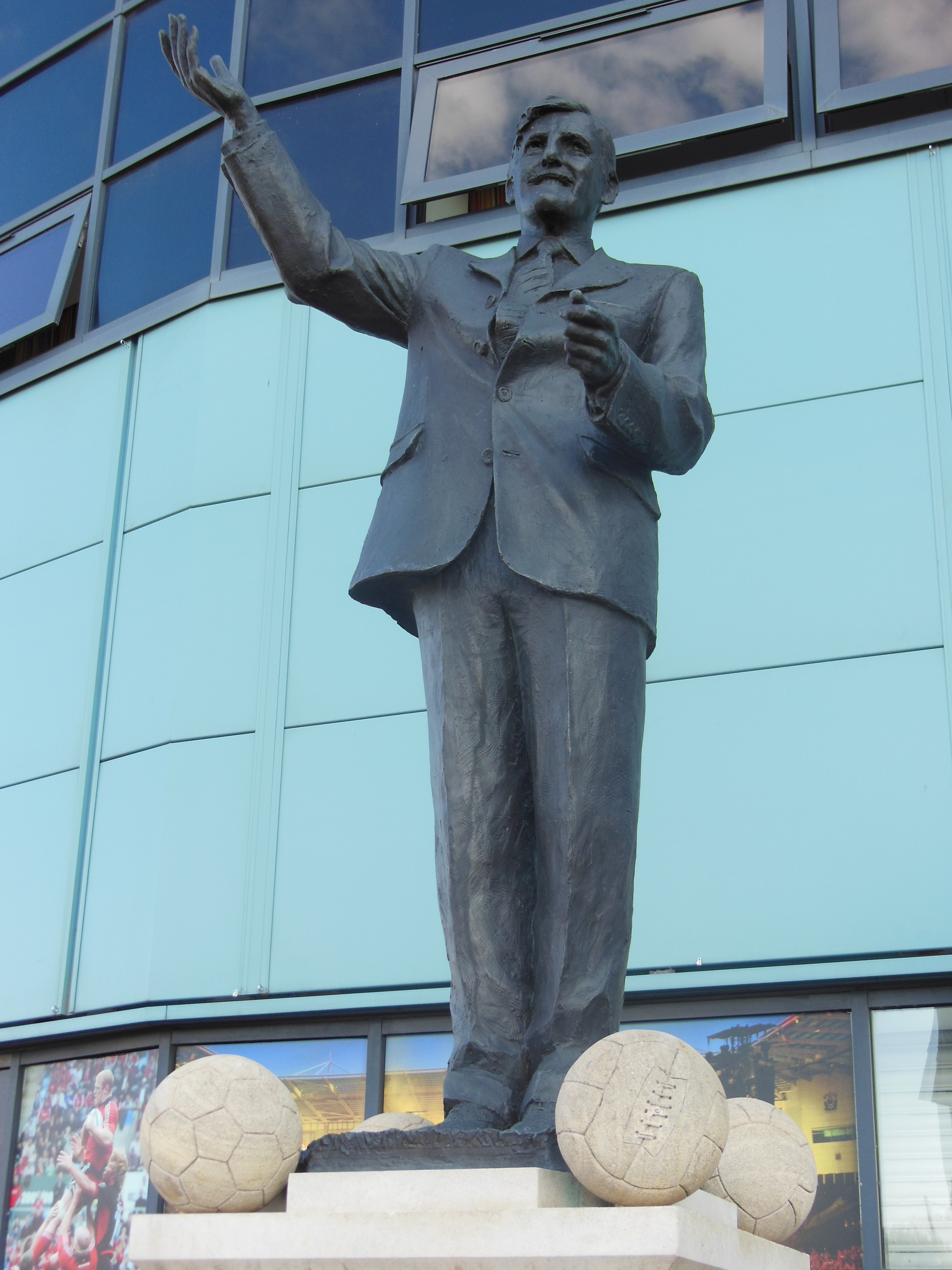
Statue de Jimmy Hill devant la Ricoh Arena à Coventry.

Jimmy Hill évolue au Brentford FC de 1949 à 1953 puis rejoint Fulham, où il reste jusqu'en 1961.
Il devient par la suite entraîneur du Coventry City FC (jusqu'en 1967).
Il est aussi présentateur de l'émission de télévision Match of the Day sur le réseau BBC de 1973 à 1988.
Il est l'inventeur, à la fin des années 1970, de la victoire à trois points, système qui sera adopté par la Ligue anglaise de football pour le championnat d'Angleterre à partir de la saison 1981-1982.

## Carrière
- 1949–1953 : Brentford
- 1953–1961 : Fulham

## Publication
- (en) The Jimmy Hill Story: My Autobiography, Hodder & Stoughton Ltd, 1re édition, 1998.